# Боуен Янг
Боуен Янг (на английски: Bowen Yang) е американски актьор и комик, етнически китаец, родом от Австралия.
Роден е на 6 ноември 1990 година в Бризбън, Австралия, в семейство на китайски имигранти, което няколко месеца по-късно се премества в Монреал, Канада, а когато той е на 9 години – в Аурора в Съединените щати.
В САЩ започва да се занимава с импровизационна комедия, продължавайки и докато следва в Нюйоркския университет, където получава бакалавърска степен по химия. След това се издържа като графичен дизайнер, докато участва в комедийни подкасти и телевизионни предавания.
От 2018 г. участва в популярното комедийно предаване „На живо в събота вечер“ и става първият актьор в над 40-годишната му история, номиниран за награда „Еми“.